# Stadion Miejski w Dubnicy nad Váhom
Stadion Miejski – wielofunkcyjny stadion w Dubnicy nad Váhom, na Słowacji. Może pomieścić 5450 widzów. Swoje spotkania rozgrywają na nim piłkarze klubu MFK Dubnica. Obiekt był jedną z aren piłkarskich Mistrzostw Europy U-17 2013. Rozegrano na nim trzy spotkania fazy grupowej turnieju. Na arenie trzy razy zagrała również piłkarska reprezentacja Słowacji, 19 maja 1999 roku towarzysko z Bułgarią (2:0), 8 września 1999 roku z Liechtensteinem (el. ME, 2:0) i 13 października 2007 roku z San Marino (el. ME, 7:0).